# 成瀬は天下を取りにいく
『成瀬は天下を取りにいく』（なるせはてんかをとりにいく）は、宮島未奈による日本の小説。連作短編集。成瀬シリーズの第1作。第39回『坪田譲治文学賞』、2024年『本屋大賞』受賞作。

## 概要
滋賀県大津市を舞台に、主人公・成瀬あかりの中学2年生の夏から高校3年生の夏までの間の出来事を描く5編と、外伝的作品「階段は走らない」1編の全6編から成る。

収録作の「ありがとう西武大津店」（ありがとう せいぶおおつてん）が『小説新潮』（新潮社）2021年5月号に、「階段は走らない」（かいだんは はしらない）が『小説新潮』2022年5月号に掲載されたのち、書下ろしの4編を加え、2023年3月17日に同社から刊行された。
2025年6月25日にはエッセイ「大津ときめき紀行 ぜぜさんぽ」と森見登美彦による解説を収録した新潮文庫版が刊行された。
「ありがとう西武大津店」は新潮社主催の第20回『女による女のためのR-18文学賞』で史上初のトリプル受賞（大賞、読者賞、友近賞）に輝いた、宮島の商業誌デビュー作である。
デビュー作ながら発売から半年で書籍、電子書籍合わせて発行部数10万部を突破し、後述の受賞歴にあるように第39回『坪田譲治文学賞』、2024年『本屋大賞』など数多くのアワードを獲得している。
2024年1月24日に続編となる『成瀬は信じた道をいく』が同社から刊行された。
2024年4月5日よりAudibleから、同年4月25日にはオトバンクからオーディオブックが配信された。

## あらすじ
ありがとう西武大津店
成瀬あかりは14歳の夏休み前に、幼馴染の島崎みゆきに「島崎、わたしはこの夏を西武に捧げようと思う」と、コロナ禍に閉店を控える西武大津店に毎日通い、ローカル番組「ぐるりんワイド」の生中継に映ると告げる。成瀬は西武ライオンズのユニホームを着て西武大津店に通うが、テレビ中継は成瀬を避けるように放送される。成瀬は夏休みが終わり2学期が始まっても西武大津店に通い続ける。閉店の日の朝、祖母を亡くした成瀬は学校を休んで彦根での葬儀へ向かい、島崎はユニホームを着て西武大津店に向かう。
膳所から来ました
西武大津店通いを終えた成瀬は、「島崎、わたしはお笑いの頂点を目指そうと思う」と島崎を巻き込み、M-1グランプリ出場を決め、「膳所（）から来た」ということで漫才コンビ「ゼゼカラ」を結成する。島崎は人前での漫才はM-1グランプリのみと思っていたが、成瀬は中学校の文化祭の自由発表にエントリーしたと言い出し、舞台に立つことになる。
階段は走らない
滋賀から大阪のWeb会社へ通勤する稲枝敬太は、帰宅中の電車内でSNSを見て西武大津店の閉店を知る。週末に旧友・吉嶺マサルを誘い西武大津店に行くと、小学校時代の同級生に次々と遭遇し、成り行きで同窓会を企画するが、コロナ禍のため延期を余儀なくされる。敬太は小学6年の年末に、冬休み中に家庭の事情で転校し音信不通となったタクローを探し出そうとメッセージ投稿ができるWebサイトを制作する。閉店一週間前に「閉店の日西武の屋上で、タクロー」というメッセージが投稿されており、敬太とマサルは半信半疑で閉店の日に屋上へ向かう。
線がつながる
大貫かえでは進学した県内屈指の進学校・膳所高校で、中学時代に苦手であった同級生の成瀬と同じクラスとなり頭を抱える。成瀬は坊主頭になっていた。
レッツゴーミシガン
滋賀県で開催される全国高校かるた大会に広島県代表として出場する西浦航一郎は、他校の出場者で高校2年の成瀬に一目惚れし、幼馴染の中橋結希人の協力もあって成瀬とデートの約束を取り付け、琵琶湖の観光船ミシガンに案内される。
ときめき江州音頭
別々の高校に進学後も継続していた成瀬と島崎の「ゼゼカラ」は、高校1年のとき吉嶺マサルにスカウトされ、地元自治会の「ときめき夏祭り」の総合司会を毎年務めている。高校3年の夏祭り前の打ち合わせの帰りに、父の転勤に伴って東京へ転居し、東京の大学に進学すると島崎から聞かされた成瀬は、受験勉強が手につかなくなる。

## 登場人物

### 主要人物
成瀬 あかり（なるせ あかり）
滋賀県大津市生まれ、同市在住のきらめき中学2年生→膳所高校3年生。
周囲から「変わった子」と思われても、ブレることなく興味の赴くまま我が道を突き進む。
島崎 みゆき（しまざき みゆき）
成瀬の幼馴染。凡人の自分は成瀬を見守るのが己の務めだと考えている。コミュ力が高く友人が多い。
稲枝 敬太（いなえ けいた）
大阪のWeb制作会社に勤務する男性。1977年生まれ。大津市出身・在住。
吉嶺 マサル（よしみね マサル）
稲枝の旧友。ときめき坂にある吉嶺マサル法律事務所代表。「ときめき夏祭り」実行委員。
大貫 かえで（おおぬき かえで）
膳所高校1年生。小学校や中学校のクラスカーストでは最下層だが、承認欲求に飢えている。
西浦 航一郎（にしうら こういちろう）
広島・錦木高校の男子高生。出場した全国高校かるた大会で出会った成瀬に心惹かれる。
中橋 結希人（なかはし ゆきと）
西浦の幼馴染で競技かるた部の仲間。西浦と成瀬の仲を取り持とうとする。

### 周辺人物
みゆきの母親
島崎みゆきの母親。近くの歯科医院で受付の仕事をしている。
遥香（はるか）、瑞音（みずね）
みゆきのバドミントン部の友人。みゆきが中継で映ったのを見て、後日西武大津店に行くと「ぐるりんワイド」の中継でインタビューされる。
杉山
サッカー部。西武ライオンズの栗山に似ている。
国友 梨良（くにとも りら）
文化祭の自由発表でピアノ演奏をする。みゆきと小学校から一緒。
津島
文化祭の自由発表でジャグリングを披露する。
大沢
文化祭の自由発表でバンド演奏を披露する。
オーロラソース
マヨネーズ隅田（マヨネーズすみだ）、ケチャップ横尾（ケチャップよこお）
M-1グランプリの予選でゼゼカラと同じ予選グループの漫才コンビ。
タクロー / 笹塚 拓郎（ささづか たくろう）
敬太とマサルの小学校時代の同級生。馬場小学校（現：ときめき小学校）を卒業前の冬休み中に転校し、音信不通。
竜二（りゅうじ）、塚本（つかもと）
敬太とマサルの同級生。二人とも大津を離れている。
今井
敬太とマサルの同級生の女性。丸顔。
相澤
敬太とマサルの同級生の女性。東京から新幹線で西武大津店を訪れる。
浅井先生
敬太とマサルの小学校時代の担任教師。
安田
敬太とマサルの同級生。さだまさし好きが切っ掛けで訪れたケニアが気に入り移住している。
高島 央介（たかしま おうすけ）
膳所高校1年3組。成瀬のクラスメイト。きらめき中学出身。オタク風の男子。
大黒 悠子（おおぐろ ゆうこ）
膳所高校1年3組。大貫と親しくなる。甲賀市から通学しており、大学を卒業し公務員になれればと考えている。
須田 直也（すだ なおや）
膳所高校1年3組。東大を目指しており、自ら声をかけ大貫と親しくなる。草津駅近くのマンションから通学している。化学班。
凛華（りんか）、鈴奈（すずな）
ときめき小学校5年時の成瀬のクラスメイトのうち女子のリーダー格。気に入らない成瀬を困らせようと表彰状の入った筒を大貫に隠させようとする。
桃谷
錦木高校3年のかるた部の部員。垂れ目の美人。西浦と結希人が入学した時の2年上の先輩で、入部のきっかけにもなった。

## 受賞歴
- 2021年
  - 第20回『女による女のためのR-18文学賞』
    - 大賞、読者賞、友近賞（収録作「ありがとう西武大津店」での受賞。史上初のトリプル受賞）[8]
- 2023年
  - 第11回『静岡書店大賞』小説部門1位[8]
  - 『ダ・ヴィンチ BOOK OF THE YEAR 2023』小説ランキング1位[8]
  - 『読書メーター OF THE YEAR 2023-2024』第1位[8]
  - 京都府私立学校図書館協議会司書部会『中高生におすすめする司書もイチオシ本 2023年版』第1位[8]
- 2024年
  - 『キノベス!2024』第1位[8]
  - 第39回『坪田譲治文学賞』[8]
  - 第17回『神奈川学校図書館員大賞』KO本大賞[8]
  - 埼玉県の高校図書館司書が選んだイチオシ本2023 第1位[8]
  - 岐阜の学校図書館員が選ぶイチオシ本 第1位[8]
  - 高校図書館職員が選ぶ高校生に読んでほしい本 第1位[8]
  - 2024年『本屋大賞』 [8]
  - 『楽天Kobo電子書籍Award 2024』小説部門 大賞[8]
  - 第59回『新風賞』[12]
- 2025年
  - 令和6年度 Reader Storeベストセラーランキング小説部門1位[12]
  - さくらメダルプログラム2024-25 中・高校生部門1位[12]

## 書誌情報
- 宮島未奈『成瀬は天下を取りにいく』
  - 単行本：2023年3月17日発行[1]、新潮社、ISBN 978-4-10-354951-2
  - 文庫本：2025年6月25日発売[5]、新潮文庫、ISBN 978-4-10-106141-2

| タイトル             | 初出                       |
| -------------------- | -------------------------- |
| ありがとう西武大津店 | 『小説新潮』2021年5月号[3] |
| 膳所から来ました     | 書き下ろし                 |
| 階段は走らない       | 『小説新潮』2022年5月号[4] |
| 線がつながる         | 書き下ろし                 |
| レッツゴーミシガン   | 書き下ろし                 |
| ときめき江州音頭     | 書き下ろし                 |

## メディアミックス

### オーディオブック

#### Audible版
2024年4月5日よりAudibleにて鳴瀬まみが朗読するオーディオブックが配信されている。
Audible版は「Audibleベスト・オブ 2024」第1位に選出されている。

#### オトバンク版
2024年4月25日よりオトバンクにてドラマ形式で音声化したオーディオブックが配信されている。

##### キャスト（オーディオブック）
- 成瀬あかり- 山根綺[11]
- 島崎みゆき - 緒方佑奈[11]
- 稲江敬太 - 宮下栄治[11]
- 大貫かえで - 川邊紫[11]
- 西浦航一郎 - 石毛翔弥[11]
- 吉嶺マサル - 岩崎了[11]
- 中橋結希人 - 内田修一[11]
- 成瀬の母 - 鳴瀬まみ[11]
- 成瀬の父 - 宮園拓夢[11]
- 島崎の母 - 阿部菜摘子[11]
- 大貫の母 - 御園理帆[11]
- ナレーション（ときめき江州音頭） - 鈴木卓郎[11]

オトバンク版は「オーディオブック大賞2024」 聴き放題部門 大賞に選出されている。

### 漫画
WEB漫画誌『コミックバンチKai』（新潮社）にて2024年5月24日から2025年7月18日まで、構成：さかなこうじ、作画：小畠泪によるコミカライズ版が連載された。

#### 書誌情報（漫画）
- 『成瀬は天下を取りにいく』新潮社〈BUNCH COMICS〉、全3巻
  1. 2024年12月9日発売[19]、ISBN 978-4-10-772770-1
  2. 2025年06月9日発売[20]、ISBN 978-4-10-772837-1 - 描き下ろしの番外編「あかりちゃんとみゆきちゃん」を収録[21]
  3. 2025年08月7日発売[22]、ISBN 978-4-10-772858-6 - 描き下ろしの番外編「西浦くんのつぐ想い」を収録[23][注 2]

### 朗読劇
『朗読劇 『成瀬は天下を取りにいく』』のタイトルで2025年9月に松竹の主催・製作により、東京・草月ホールで上演予定。日替わりキャストで演じられる。

#### キャスト（朗読劇）
左から初日、中日、末日の出演順
- 成瀬あかり - 岩田陽葵 / 安済知佳 / 若山詩音[25]
- 島崎みゆき - 紡木吏佐 / 諏訪ななか / 青木陽菜[25]
- 西浦航一郎 - 梅田修一朗 / 今井文也 / 石谷春貴[25]

#### スタッフ（朗読劇）
- 原作 - 宮島未奈『成瀬は天下を取りにいく』（新潮文庫刊）[25]
- 演出 - 野坂実[25]
- 脚本 - 土城温美[25]
- 主催・製作 - 松竹株式会社[25]
- 後援 - 日本テレビ放送網株式会社[25]

#### 公演日程（朗読劇）
| 2025年 公演 朗読劇『成瀬は天下を取りにいく』 | 2025年 公演 朗読劇『成瀬は天下を取りにいく』 | 2025年 公演 朗読劇『成瀬は天下を取りにいく』 | 2025年 公演 朗読劇『成瀬は天下を取りにいく』 | 2025年 公演 朗読劇『成瀬は天下を取りにいく』 |
| 公演日                                       | 昼の部                                       | 夜の部                                       | 開催都市                                     | 劇場                                         |
| -------------------------------------------- | -------------------------------------------- | -------------------------------------------- | -------------------------------------------- | -------------------------------------------- |
| 2025年09月13日（予定）                       | 14:30                                        | 18:30                                        | 東京                                         | 草月ホール                                   |
| 09月14日（予定）                             | 14:30                                        | 18:30                                        | 東京                                         | 草月ホール                                   |
| 09月15日（予定）                             | 13:00                                        | 17:00                                        | 東京                                         | 草月ホール                                   |